# Devil's Bit
Il Devil's Bit (gaelico: Barnane Éile) è una montagna situata nella contea di Tipperary, in Irlanda. Si trova a Nord-Ovest della città di Templemore e la cima è collocata a 478 m s.l.m.
Generalmente si ascende verso la cima attraverso il villaggio di Barnane e c'è un parcheggio vicino a tale paesino, alle pendici del monte.

## Storia
Stando alla leggende locali, il nome sarebbe dovuto all'avvistamento di un diavolo che, una volta apparso sulla montagna, ne avrebbe divorato una parte. A metà della montagna si trova un affioramento che è identificato proprio col morso di tale demonio. La leggenda, inoltre, afferma che la creatura ruppe i suoi denti a seguito di questo morso ed una parte della roccia che aveva staccato, precipitò dalla sua bocca mentre era in volo e, cadendo a terra, avrebbe dato vita alla città di Rock of Cashel. 
Ai piedi della salita vi è una torre nota come Carden's folly. I Carden erano una famiglia aristocratica anglo-irlandese, che possedeva nei secoli XVIII e XIX una grande quantità di territori nella zona. 
Nel 1954 al livello dell'affioramento, venne eretta una croce, che sarebbe stata dotata di un impianto illuminante nel 1980. Nel 1988 venne posta, nello stesso posto, una statua della Madonna.
Nel 1980 venne scoperto un fossile contenente i resti della Cooksonia, la più antica pianta della storia della Terra.

## Panorama
Si dice che dalla cima della montagna si possano vedere le contee di Clare, Waterford, Cork, Offaly, Galway, Limerick, Laois e Kilkenny e il fiume Shannon. Ci sono dubbi sul fatto che, effettivamente, si possa avere una vista completa della contea di Galway, mentre, per quanto concerne le restanti, vi è quasi la certezza assoluta.